# سی/۲۰۰۹ پی ۱
دنباله‌دار گاراد (C/2009 P1) در نیمه دوم سال ۱۳۹۰ آشکار شد. سال ۲۰۰۹ میلادی در استرالیا ستاره شناسی به نام گوردن گاراد آن را کشف کرد، که به احترام این دانشمند گاراد (Garradd) نامیده شد. این دنباله‌دار با سر درخشان، هسته‌ای شبیه ستاره و دنباله‌ای کوتاه و عریض دارد در اوایل شهریور ۱۳۹۰ در آسمان شب با قدر ۷ و از مهر تا اواخر اسفند ۱۳۹۰ (از اکتبر تا اواسط مارس) با قدر ۶ قابل رصد بود. در جمعه ۱۱ شهریور (۲ سپتامبر)، دنباله‌دار گاراد از شمال غرب صورت فلکی تیر، وارد صورت فلکی جاثی شد و تا نیمه اول اسفند (فوریه) در آنجا ماند. دنباله دار گارادا نیمه بهمن در میان خوشه کروی M92 در صورت فلکی هرکول (جاثی) بود.